# Малые речные бронекатера проекта 1125
Прое́кт 1125 — самый массовый тип речных бронекатеров Военно-морского флота.

## История создания

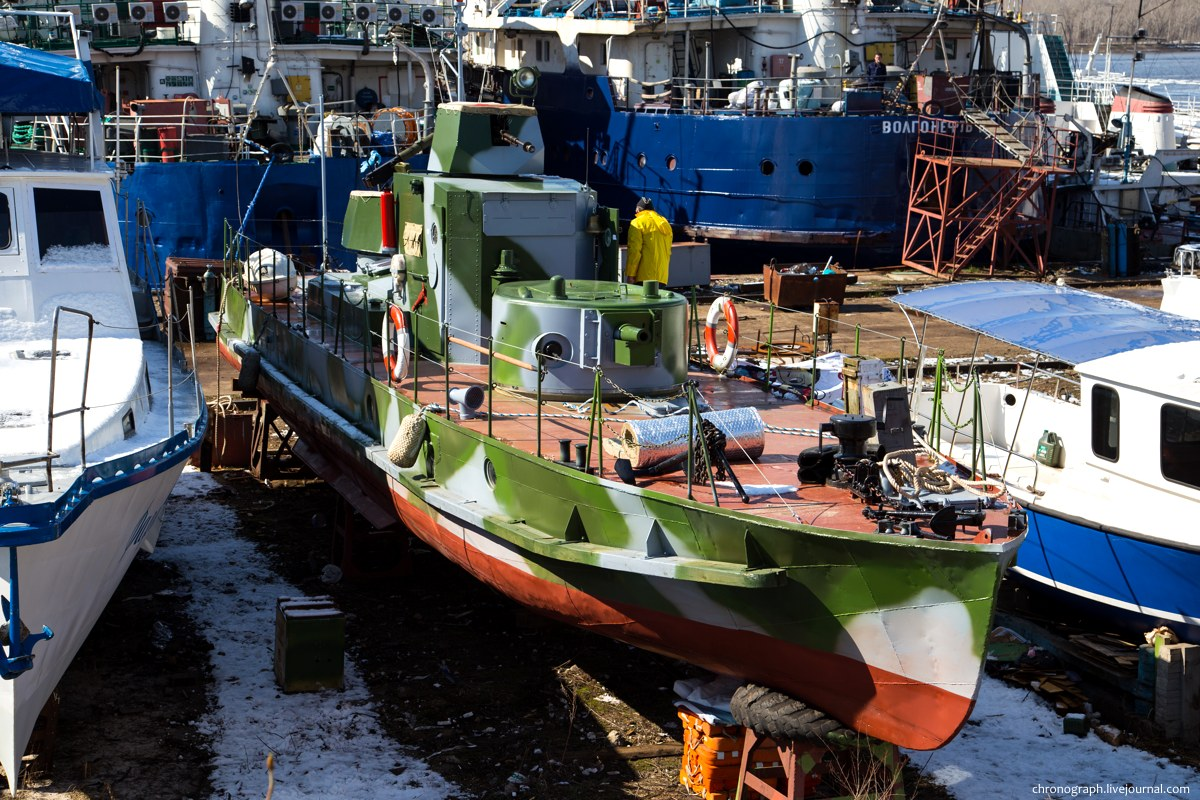
Реплика бронекатера БК-75

12 ноября 1931 года командование РККФ утвердило техническое задание на создание двух типов бронекатеров.
Большой бронекатер, предполагавшийся для Амура, предполагали вооружить двумя 76-мм пушками в двух башнях от танков, а малый бронекатер — одной 76-мм пушкой в танковой башне. В то же время на бронекатера планировали установить по две малые башенки с пулемётами винтовочного калибра. Максимальную осадку большого бронекатера планировали до 0,7 м, а малого — до 0,45 м. Катера должны были вмещаться в железнодорожные габариты СССР для возможности перевозок по железным дорогам.
22 июня 1932 года техническое задание было выдано организации «Ленречсудопроект». Для бронекатеров были выбраны башни и пушки от танка Т-28 и бензиновые двигатели ГАМ-34.
В октябре 1932 года «Ленречсудопроект» закончил проектирование катеров. Большой бронекатер наименован «Проект 1124»; малый — «Проект 1125». Эти катера были схожи по конструкции.
В 1934 году Зеленодольский судостроительный завод имени Горького получил оборонный заказ на постройку новых для того времени кораблей — речных бронекатеров проектов 1124 и 1125; за 10 лет их построено 154.
По другим сведениям военно-морской флот и пограничные войска НКВД заказали 32 бронекатера. В мае 1937 года планировали сдать на Амурскую флотилию 16 бронекатеров, и в IV квартале 1937 года 8 на Днепровскую флотилию. В начале апреля 1937 года Зеленодольский завод сдал на Амурскую флотилию 16 бронекатеров проекта 1125. После сдачи 16 апреля 1937 года начальник штаба Морских сил РККА капитан 1 ранга Стасевич приказал установить тактическую номерацию катеров «днепровского типа»: 3-й дивизион в Хабаровском пограничном отряде — № 31, 32; 33; 34; 35; 8-й дивизион в Сретенском пограничном отряде — № 85; № 86; № 87; № 88; 9-й дивизион в Иманском пограничном отряде — № 95; № 96; № 97; № 98. Так можно сделать вывод, что 3 бронекатера проекта 1125 предназначены для НКВД. В декабре 38 — январе 39 года Зеленодольский завод сдал Днепровской флотилии 8 бронекатеров типа 1125 с башнями танка Т-28 и ПБК-5. Всего в 1939 году военно-морской флот получил 18 бронекатеров пр. 1125 — «малых» или «днепровского типа», из них 4 построил завод № 194 (бывший имени Андре Марти). 1-е 18 бронекатеров проекта 1125 вступили в строй в 1938—1939 годах. И, так как значительная часть из них включена в Амурскую военную флотилию, то их теперь уже сложно стало называть «днепровскими». До начала Великой Отечественной войны по улучшенному проекту 1125У заложили несколько десятков корпусов, но окончили только около 10 катеров. Их сдачу флоту сорвало отсутствие башен МУ. Часть бронекатеров проекта 1125 отправлены на Амурскую флотилию. На 1 января 1941 года промышленность построила 172 бронекатера проектов С-40, 1124 и 1125. Но из-за нехватки танковых башен к началу Великой Отечественной войны в строй вошел только 71 — 44 входили в Амурскую флотилию и Амурский пограничный отряд НКВД, 22 находились на Дунае, 4 — в Шхерном отряде Балтийского флота, и 1 (проекта С-40) — на реке Амударья.
По 2-му источнику катеров проекта 1125 построили 151. По 3-му источнику катеров проекта 1125 построили 203. Расхождения в данных, вероятно, из-за того что в 1-м источнике могут быть не учтены бронекатера, переданные пограничным войскам НКВД, а также катера, не успевшие войти в состав флота до окончания Великой Отечественной войны, и вошедшие в строй до конца 1945 года, а только в Амурскую флотилию после 9.05.1945 года до конца 1945 года вошло 30 бронекатеров проектов 1124 и 1125. Во 2-м источнике не учтены бронекатера, построенные после 1945 года, а в 1946 — 47 годах их построили 52 по 3-му источнику.
Главный конструктор проекта 1125 был Бенуа Юлий Юльевич.

## Конструкция

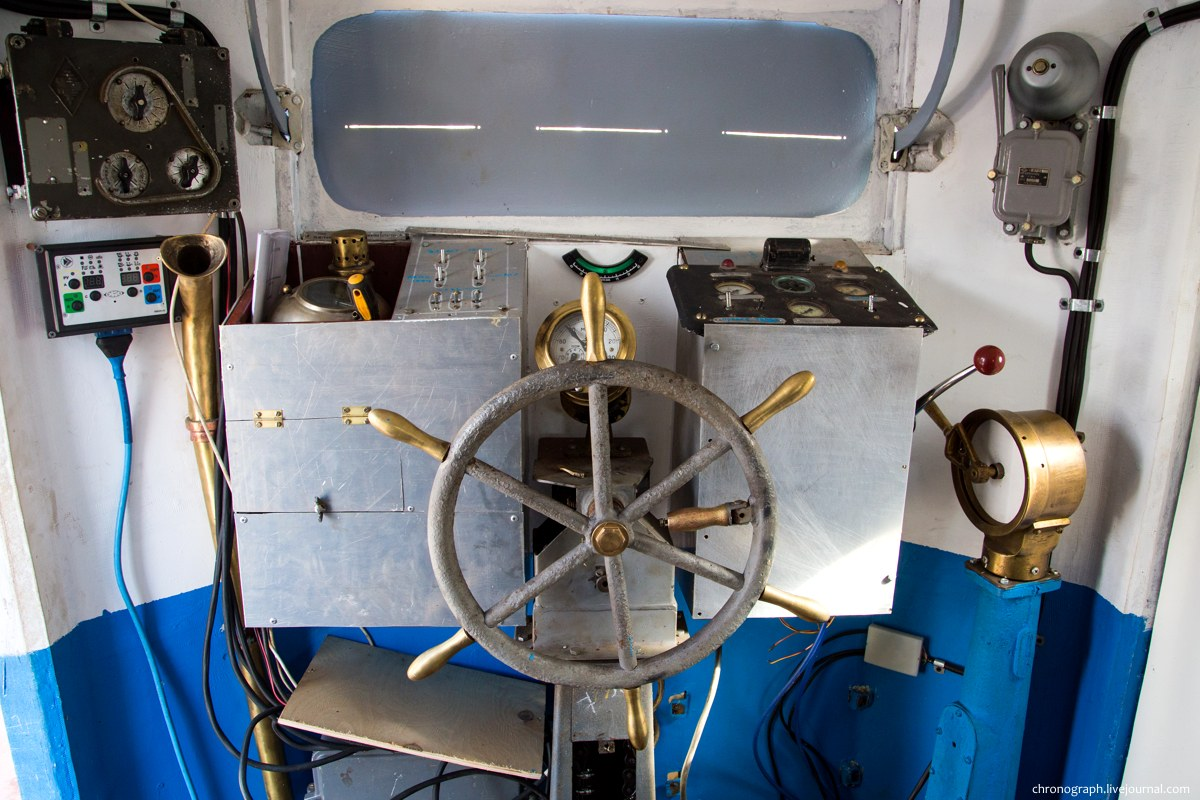
Реплика рубки бронекатера БК-75

Бронекатер проекта 1125 имел одновальную энергетическую установку с мотором ГАМ-34, следовательно — худшие маневренность и живучесть по сравнению с пр. 1124. Но, в некоторой степени, это компенсировалось меньшей осадкой. На 17 октября 1937 года характеристики бронекатера пр. 1125: полное водоизмещение 26 т; наибольшая длина 22,5 м; наибольшая ширина 3,4 м; наибольшая осадка 0,5 м. 1 мотор ГАМ-34БП обеспечивал 20 узлов при дальности 250 км. Вооружение: 1 76-мм пушка КТ-28 и 1 пулемёт ДТ в башне от танка Т-28. Кроме этого 3 Максима в 3 башнях ПБ-3. Бронирование катера противопульное: борта 7 мм; палуба 4 мм; борта и крыша рубки 8 и 4 мм. Борта бронированы от 16 до 45 шпангоута. Нижняя кромка брони бортов опускалась ниже ватерлинии на 150 мм. Установка башни ПБ-3 на носу катеров проекта 1125 потребовала повысить барбет орудийной башни на 100 мм (для возможности поворота над носовой пулемётной башенкой). В марте 38 года вместо пулемётных башенок ПБ-3 с пулемётом Максим, Зеленодольский завод начал устанавливать башенки ПБК-5 с пулемётом ДТ. К 27 июня 1938 года завод имел в запасе 25 башен от танков Т-28 для установки на катера проектов 1124 и 1125. В это время обсуждалась установка на бронекатера модифицированных башен с увеличенным до 70° углом возвышения и уменьшенной с 20 до 10 мм толщиной брони. Башни Т-28 первой модификации с общим прямоугольным входным люком установили только на 24 бронекатера проекта 1125. На последующих бронекатерах устанавливали тоже башни Т-28, но с 2 круглыми люками. Водоизмещение катеров пр. 1125 с башенками ПБК-5 с пулеметами ДТ 25,5 тонны; наибольшая длина 22,65 м; длина по ватерлинии 22,26 м; ширина наибольшая с привальным брусом 3,54 м; высота борта катера 1,5 м; осадка бронекатера 0,56 м. 1 двигатель ГАМ-34ВС с авиационным компрессором АК-60, вспомогательный мотор Д-3. Бронекатер развивал 18 узлов (33 км/ч). Экипаж 10 чел. 2,2 тонны бензина на 16—20 часов полного хода. Проектное вооружение из 76-мм орудия КТ-28 с углом обстрела 290°, позднее заменили на пушку Ф-34 и 4 пулемёта — 1 в танковой башне и 3 в башенках — одна перед орудийной башней (которую подняли на барбете), одна на боевой рубке и одна в корме. Для удифферентовки корпуса пушечная башня и рубка смещены к корме (23-й шпангоут). Как и во время постройке бронекатеров пр. 1124, на катерах также меняли и конструкцию башен и установки пулемётов (открытые и закрытые сверху, двух и одноствольные). Для бронекатеров разрабатывали башни с 76-мм пушкой ПС-3 и 45-мм пушками 20-К с одинаковым углом возвышения (60°), но они в изготовление не приняты. Опытный катер пр. 1125, построенный без брони, после испытаний передали по приказу заместителя наркома ВМФ И. С. Исакова военно-морскому училищу имени М. В. Фрунзе для использования в качестве учебного. Серийные катера уже бронировали, и первый серийный бронекатер проекта 1125 в строй вступил в 1938 году. Планировали, что в 1939 году Зеленодольский завод сдаст объединениям флота 38 БКА пр. 1125, но из них только 25 обеспечили башнями танков Т-28. Оставшиеся 13 танковых башен Кировский завод обязался поставить уже по новому, флотскому — модифицированному проекту, позволявшему вести огонь по воздушным целям. И в 1939 году утверждается проект второй  серии катеров — модифицированной, которые предполагали оснастить двигателями ЗИС-5 экономического хода. Установку модифицированных 76-мм башен с углом возвышения 70° и четырёх спаренных универсальных 12,7-мм пулемётов в двух башнях ДШКМ-2Б на строящиися бронекатера проекта 1125У планировали начать с 1940 года.

### Силовая установка

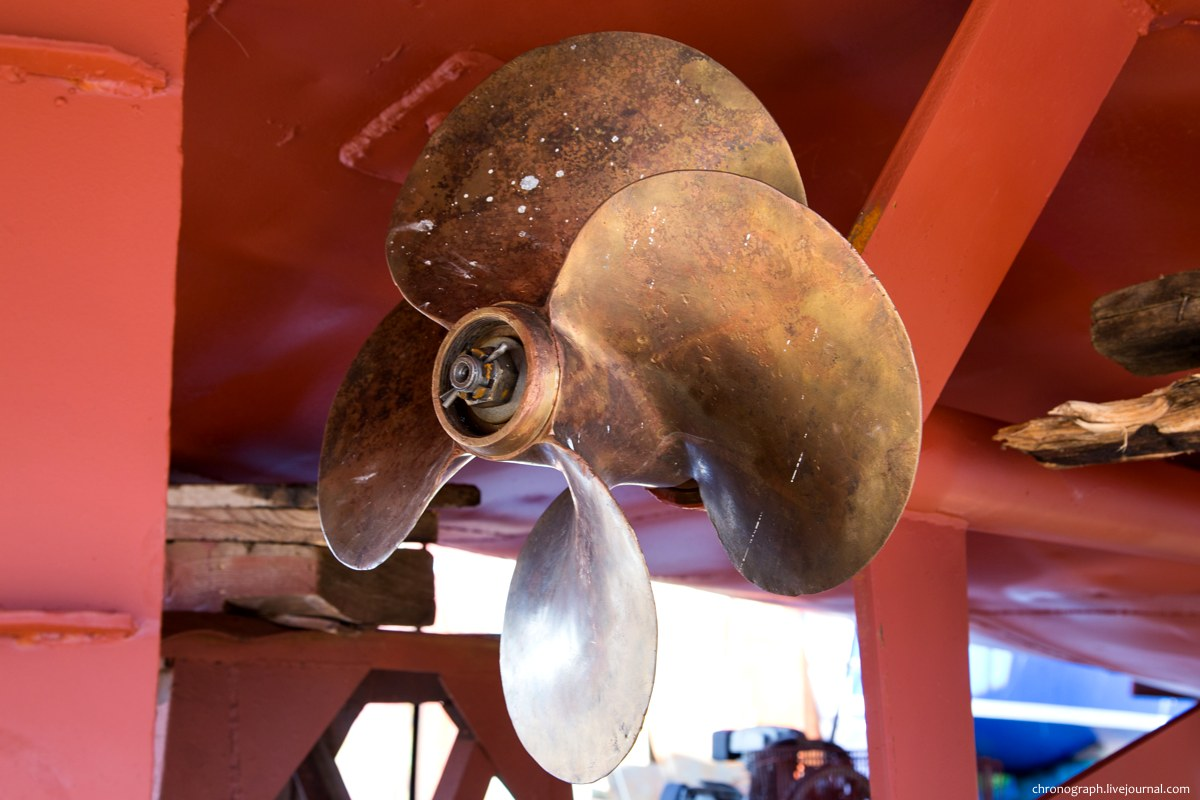
Оригинальный винт от бронекатера времен Великой Отечественной войны

На первых сериях бронекатеров проектов 1125 и 1124 бензиновые двигатели ГАМ-34БП или ГАМ-34БС. На большом бронекатере два двигателя, а на малом — один. Максимальная мощность двигателей — ГАМ-34БП — 800 л. с. и ГАМ-34БС — 850 л. с. — при 1850 оборотах в минуту. На этих оборотах бронекатера могли разогнаться до самого полного хода, их передвижение на самой большой скорости соответствовало режиму, переходному от водоизмещающего плавания к глиссированию.
С 1942 года на большей части катеров проекта 1124 и проекта 1125 устанавливали четырёхтактные двигатели, полученные по ленд-лизу: фирм Hall-Scott мощностью до 900 л.с. и Packard мощностью до 1200 л.с. Эти двигатели надёжнее отечественных, но требовали высококвалифицированного обслуживания и высокооктанового бензина марок Б-87 и Б-100.

### Вооружение

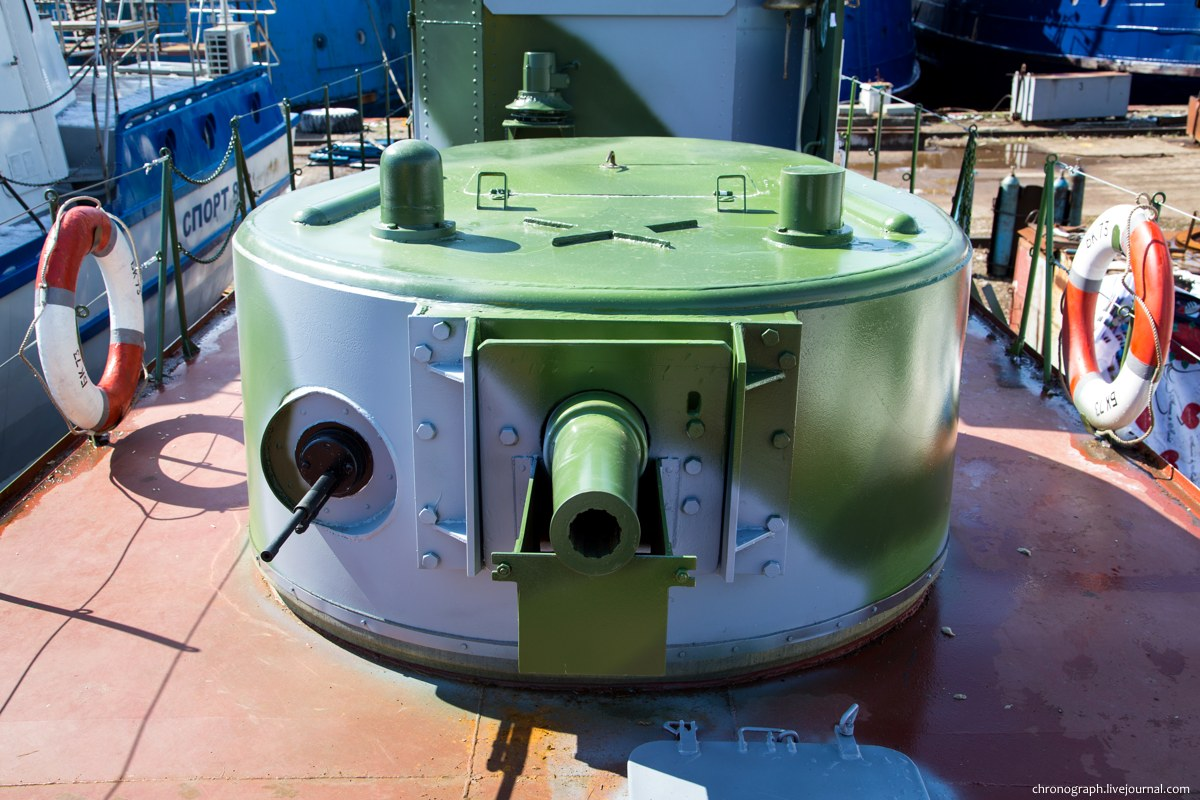
Реплика орудийной башни с макетом 76-мм пушки обр. 27/32 гг.

Пушка — первоначально бронекатера и проекта 1125 имели 76-мм танковую пушку обр. 1927/32 годов с длиной ствола 16,5 калибров в башнях танка Т-28. Но в начале 1938 года изготовление этих пушек на Кировском заводе прекращено. С 1937—1938 годов этот же завод серийно производил 76-мм танковые пушки Л-10 с длиной ствола 26 калибров. Эти пушки были установлены на некоторых бронекатерах в тех же башнях танка Т-28.

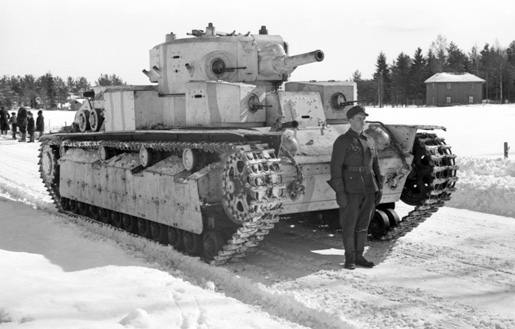
Т-28 с пушкой Л-10, захваченный финнами в Зимней войне, 1940 год. Л-10 были установлены на 4 - 19 БКА пр. 1125

Наибольший угол возвышения пушек КТ всего 25°. На этот угол рассчитаны и башни от Т-28, так как танки предназначались в основном для уничтожения целей прямой наводкой. Речной бронекатер имел малую высоту линии огня над водой, поэтому при стрельбе прямой наводкой получалось большое непоражаемое пространство; оно прикрыто берегом, лесом, кустарником, строениями и т.д. Для исправления этого в 1938—1939 годах для катеров проектов 1124 и 1125 создана башня МУ; она допускала угол возвышения 70° для 76-мм пушки. Разработкой башни занималась «шарашка» ОТБ в ленинградской тюрьме «Кресты».
В 1939 году на Кировском заводе в башню МУ установили пушку Л-10. Башня с Л-10 прошла полигонные испытания на Артиллерийском научно-исследовательском опытном полигоне; но результаты испытаний неудовлетворительны. Тем не менее завод № 340 к концу 1939 года построил бронекатер с пушкой Л-10. В начале 1940 года предполагали испытать этот бронекатер в Севастополе.
На 1 июня 1941 года в ВМФ числилось 14 бронекатеров пр. 1125 с пушкой Л-10. На 22 июня 1941 года 4 из них были в шхерном отряде КБФ, а 10 вошли в состав Дунайской военной флотилии. 

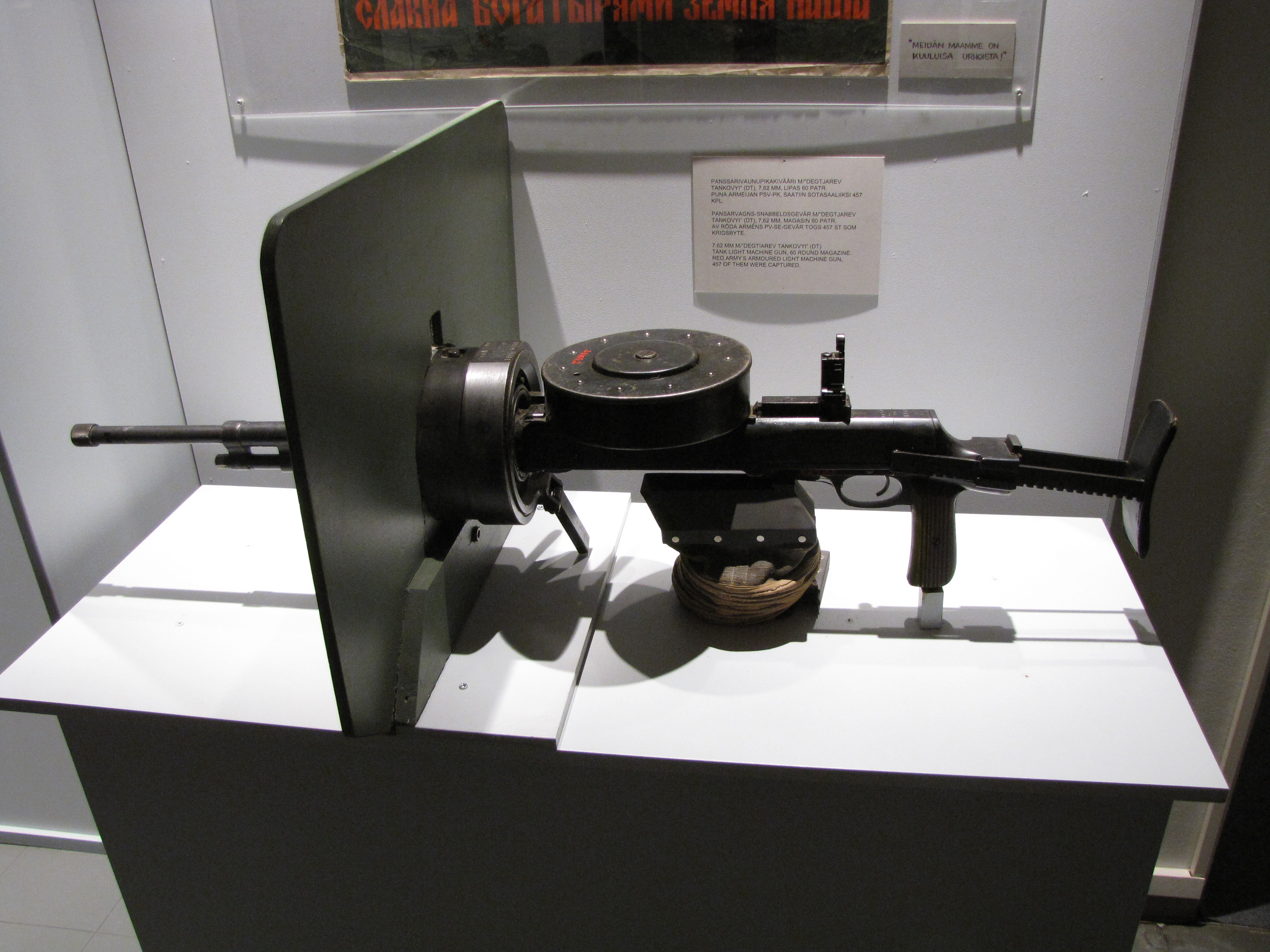
Пулемет ДТ в музее, такие на БКА пр. 1125 в малых и орудийных башнях[англ.]

Пулемётное, зенитное и лёгкое вооружение — три-четыре 7,62-мм пулемета ДТ — один спаренный в танковой башне, до трёх в трёх башенках — на рубке, на капе машинного отделения и иногда на носу или один-три 7,62-мм пулемета ДТ — 1 спаренный в танковой башне, до 2 в 2 башенках — иногда на капе машинного отделения и иногда на носу; и от одного до четырёх (2 спаренных) 12,7-мм пулемётов ДШК; и личное оружие экипажа.

### Средства связи
На бронекатерах устанавливали радиостанцию «Ерш» мощностью 50 Вт, работавшую в диапазоне волн 25-200 м (0,5-12 МГц) при передаче и 25—600 м (0,5-12 МГц) при приеме, дальность действия 80 миль.

### Модернизации в ходе войны
В 1942 году речные бронекатера проектов 1124 и 1125 начали оснащать пушками Ф-34 в башнях танков Т-34 с углом возвышения 25°. Предлагались проекты башен с максимально большими углами возвышения для этих орудий, но они так и остались на бумаге. В военных мемуарах разных авторов встречаются рассказы о советских бронекатерах; в мемуарах можно встретить упоминание как они сбивали немецко-фашистские бомбардировщики огнём из 76-мм пушек. Возможно, речь шла о зенитных орудиях Лендера образца 1914/15 года; эти орудия находились не в башнях, а были открыто установлены на палубе некоторых бронекатеров. В 1941—1942 годах пушками Лендера, из-за нехватки башен танков Т-34 для бронекатеров, вооружили около 7 бронекатеров пр. 1125, уцелевшие из них в 1943 — 44 гг. перевооружены на более мощные пушки Ф-34 в башнях танков Т-34.
Минным оружием бронекатера оснащать не планировалось. Однако в первые дни войны, моряки Дунайской военной флотилии на катерах проекта 1125 смогли осуществить установку минных заграждений при помощи подручных средств. С весны 1942 года на кормовых палубах вновь строящихся бронекатеров осуществлялся монтаж рельсов и обухов для закрепления мин. Бронекатера проекта 1124 принимали по восемь мин, а бронекатера проекта 1125 — по четыре мины.
В период Великой Отечественной войны на бронекатерах устанавливалось новое и мощное оружие — пусковые установки реактивных снарядов 24-М-8 с 24 82-мм или 16-М-13 с 16 132-мм реактивными снарядами М-8 и М-13, в общем сходными с 82-мм и 132-мм реактивными снарядами РС-82 и РС-132.
В ходе боевых действий возникла необходимость продлить сроки навигации бронекатеров на замерзающих водоёмах; но сделать это было трудно — лёгкий корпус бронекатера не имел возможности обеспечить плавание без риска даже в битом льду. Пластины молодого льда сдирали краску с корпуса, что приводило к его коррозии. На бронекатерах часто повреждались тонкие лопасти гребных винтов. Командир бронекатера — а также его главный конструктор — Ю. Ю. Бенуа нашёл приемлемый выход из создавшегося положения — катер «одели» в деревянную «шубу». До́ски толщиной от 40 до 50 мм осуществляли защиту днища и бортов (на 100—150 мм выше ватерлинии) корабля. Эта так называемая «шуба» почти совсем не изменяла осадку благодаря плавучести дерева. Но у «шубы» были и недостатки — в ней бронекатер имел меньшую скорость. В связи с этим инженер Паммель создал проект гребного винта́ с кромками лопастей, которые толще предыдущих; максимальная скорость бронекатера с упроченными винтами уменьшилась только лишь на 0,5 узла. Так советские бронекатера стали мини-ледоколами; это было важно на Ладожском и Онежском озёрах: там «речные танки» имели возможность воевать на две-четыре недели дольше, чем суда финских соединений.
На катерах, готовившихся для озерных и прибрежных морских плаваний, за рулевой рубкой планировали установить и 127-мм компас на нактоузе.

### С-40
На основе проекта 1125 был разработан проект С-40. Перед началом войны было построено восемь кораблей этого типа. Их строили в городе Зеленодольске. Есть сведения, что один корабль перевезли в Термез, а остальные оставили на Волге.
У кораблей данного проекта была доработана система охлаждения двигателей, не восприимчивая к мутной воде Аму-Дарьи. Бронекатера этого проекта несколько длиннее, а основные изменения коснулись компоновки отсеков в кормовой части. На катерах установлено два танковых дизеля В-2. Такие же моторы ставились на танки Т-34. Только здесь они были дефорсированы с 500 до 400 л.с. Двигатели отличались высокой надежностью и ремонтопригодностью. Устанавливались на катера танковые башни, которые были изготовлены на сормовском заводе в Горьком.

## Бронекатера — памятники
Бронекатера проекта 1125 установлены в качестве памятников в следующих городах:
- Благовещенск
- Волгоград - БК-13 на Центральной набережной на постаменте.
- Волгоград - БК-31 на Центральной набережной в павильоне. Поднят с дна Волги. Был потоплен 9 октября 1942 года.
- Зеленодольск (БКА-75 «Калюжный» установлен на площади перед заводом, на котором выпускали бронекатера проекта 1125.
- Измаил (БК-134) До 22.03.1944 носил имя (БКА-134) «Герой Советского Союза Красносельский»
- Канев
- Киев (макет)
- Констанца
- Пермь (АК-454)
- Пинск (БКА-92)[14]
- Приморско-Ахтарск (БКА-124) «Герой Советского Союза Иван Голубец»
- Хабаровск (БКА-302)
- Херсон (БКА-301)[15]

## Музейные экспонаты
- БКА-34 находится в Музейном комплексе УГМК (г. Верхняя Пышма, Свердловская область).

## В кино
Бронекатер снят в фильме «Где 042?», где его можно увидеть со всех сторон и на ходу, а так же, в фильме сняты бронекатера проекта 1124.

## Галерея

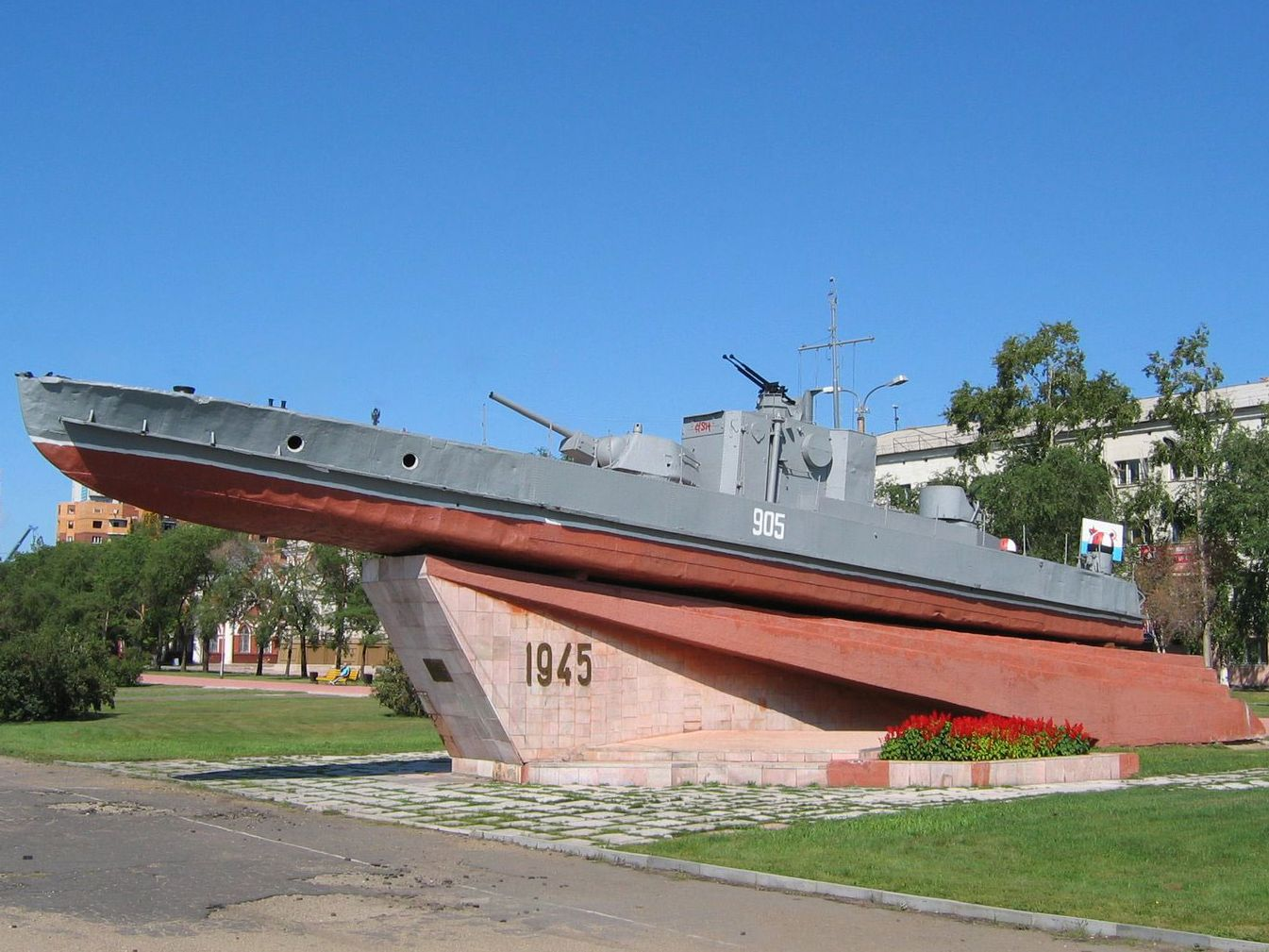
Бронекатер проекта 1125 № 905 в Благовещенске
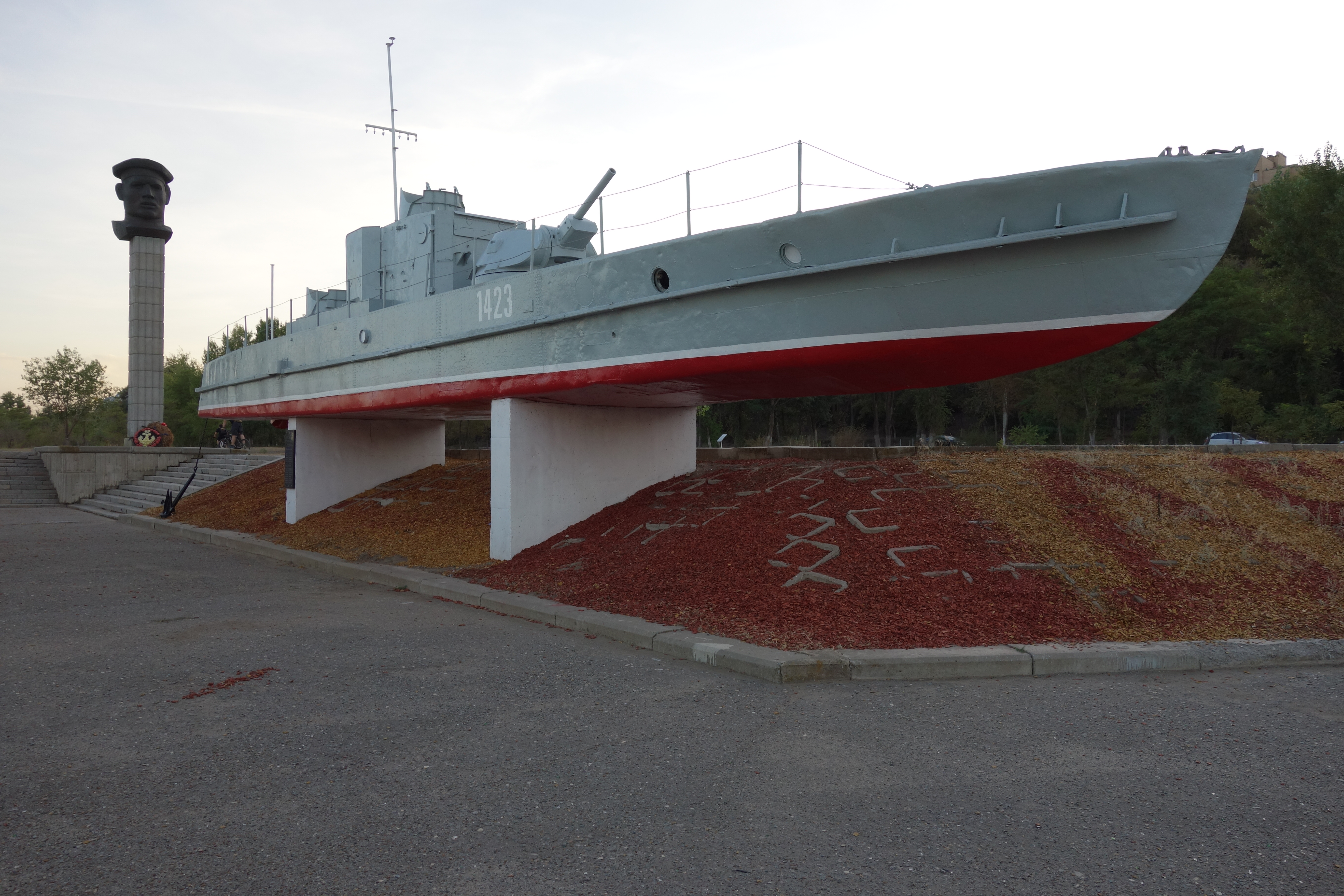
БКА проекта 1125 № 13 в Волгограде спереди
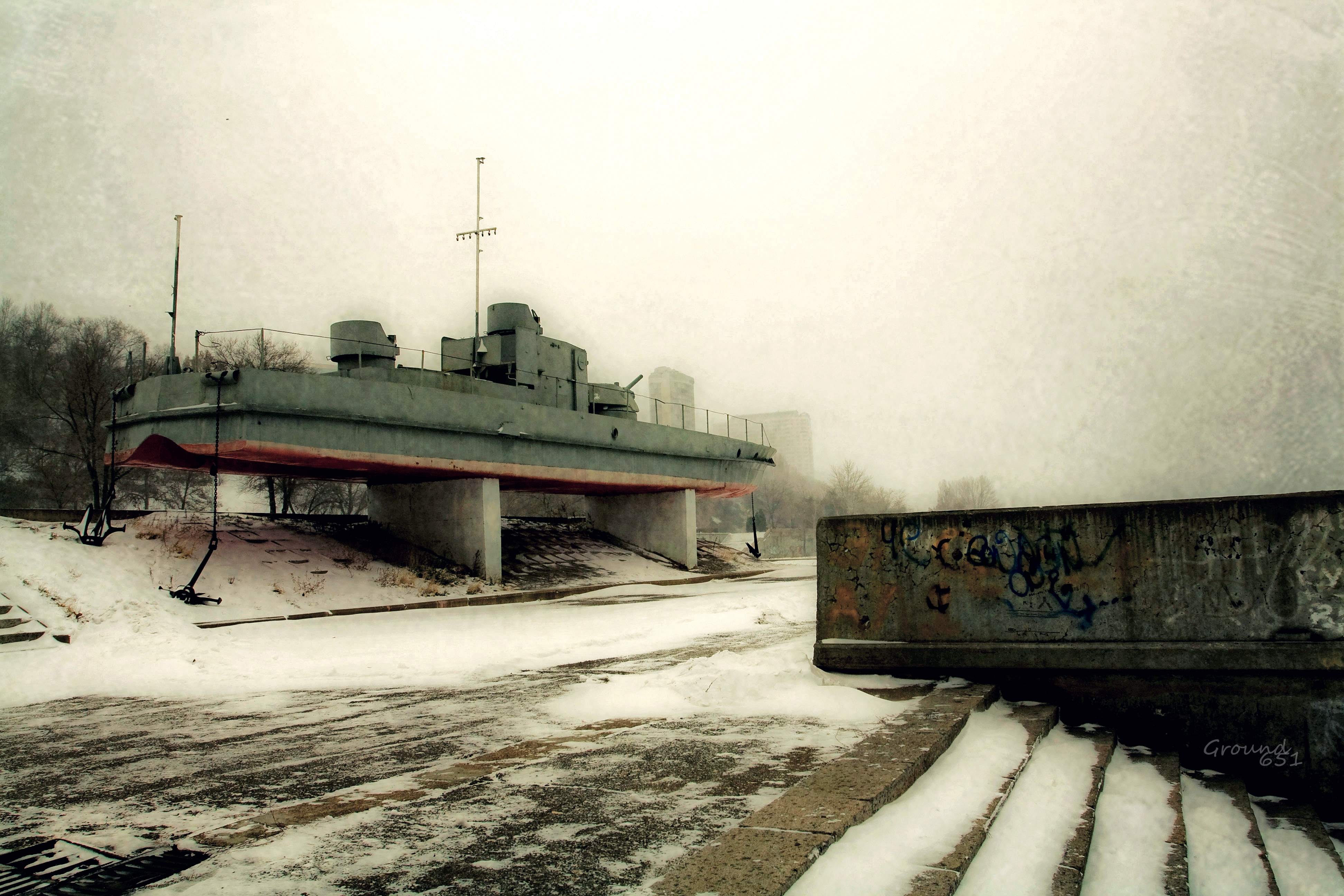
БКА проекта 1125 № 13 в Волгограде сзади
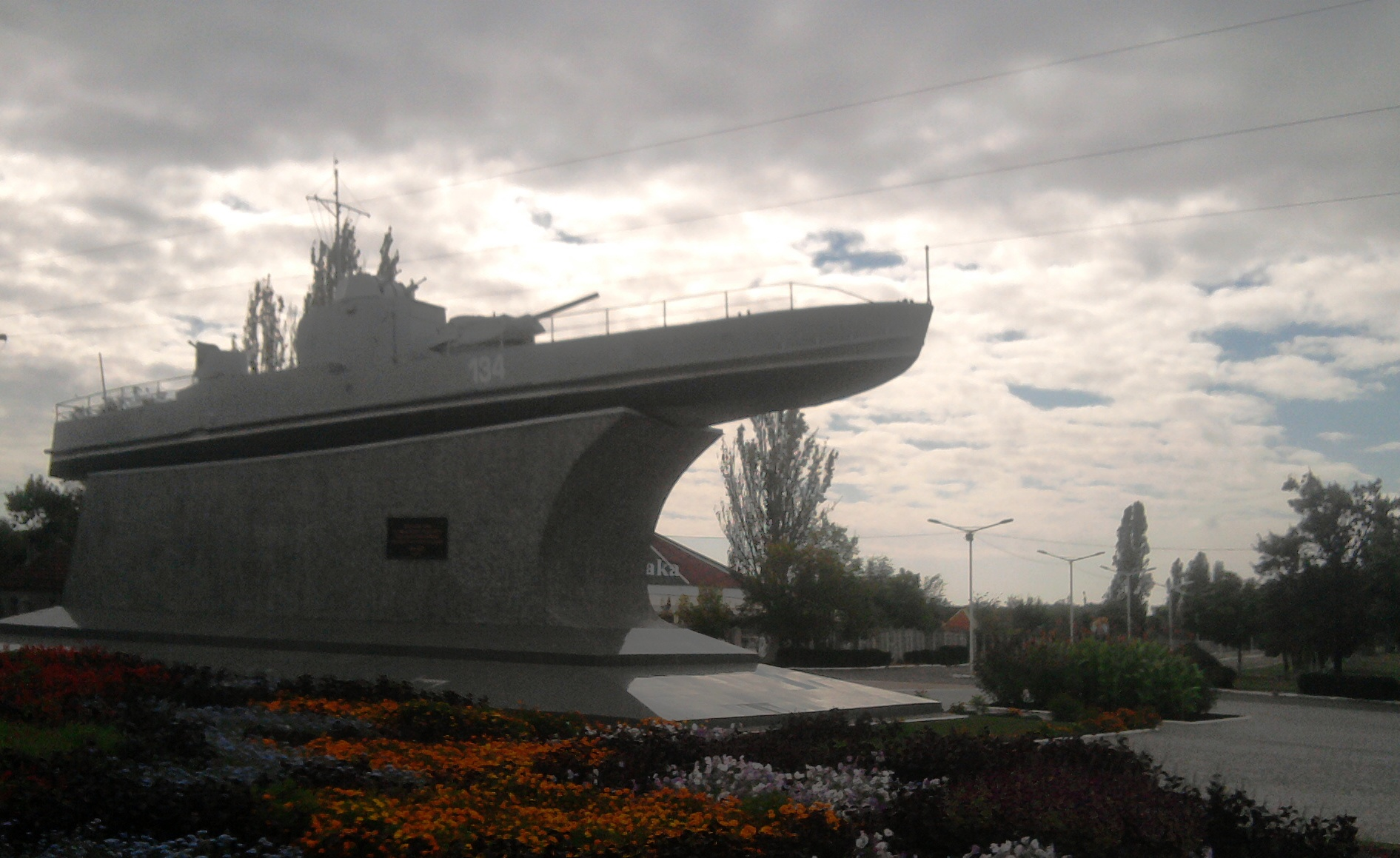
Бронекатер проекта 1125 № 134 в Измаиле
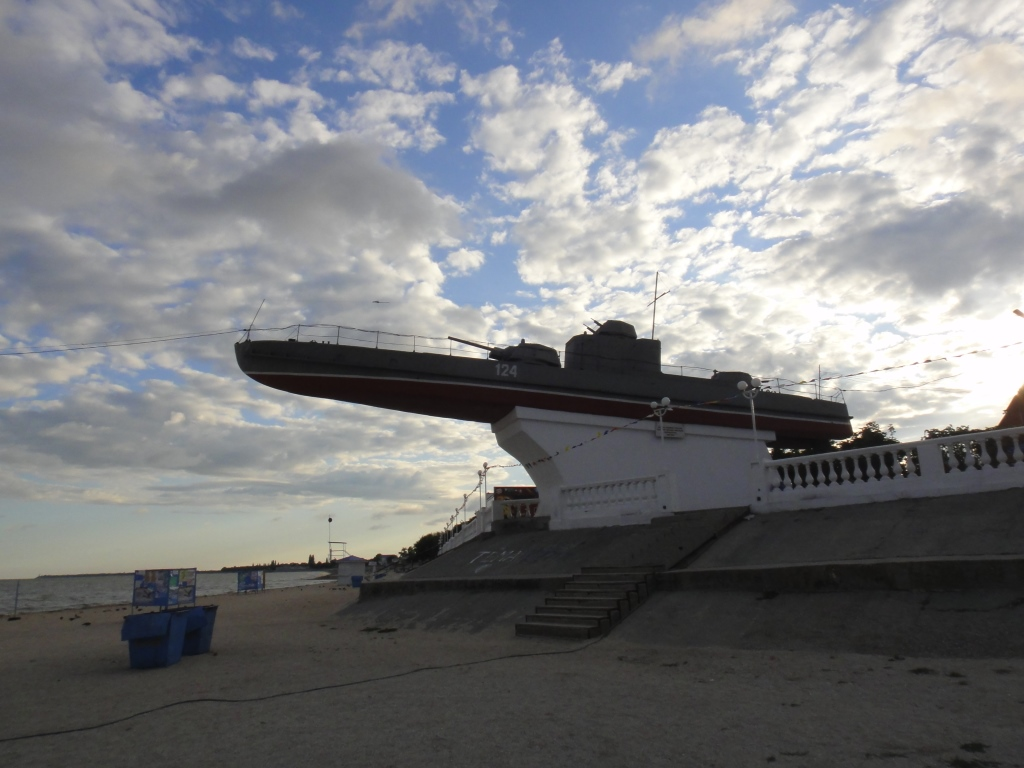
БКА пр. 1125 № 124 в Приморско-Ахтарске
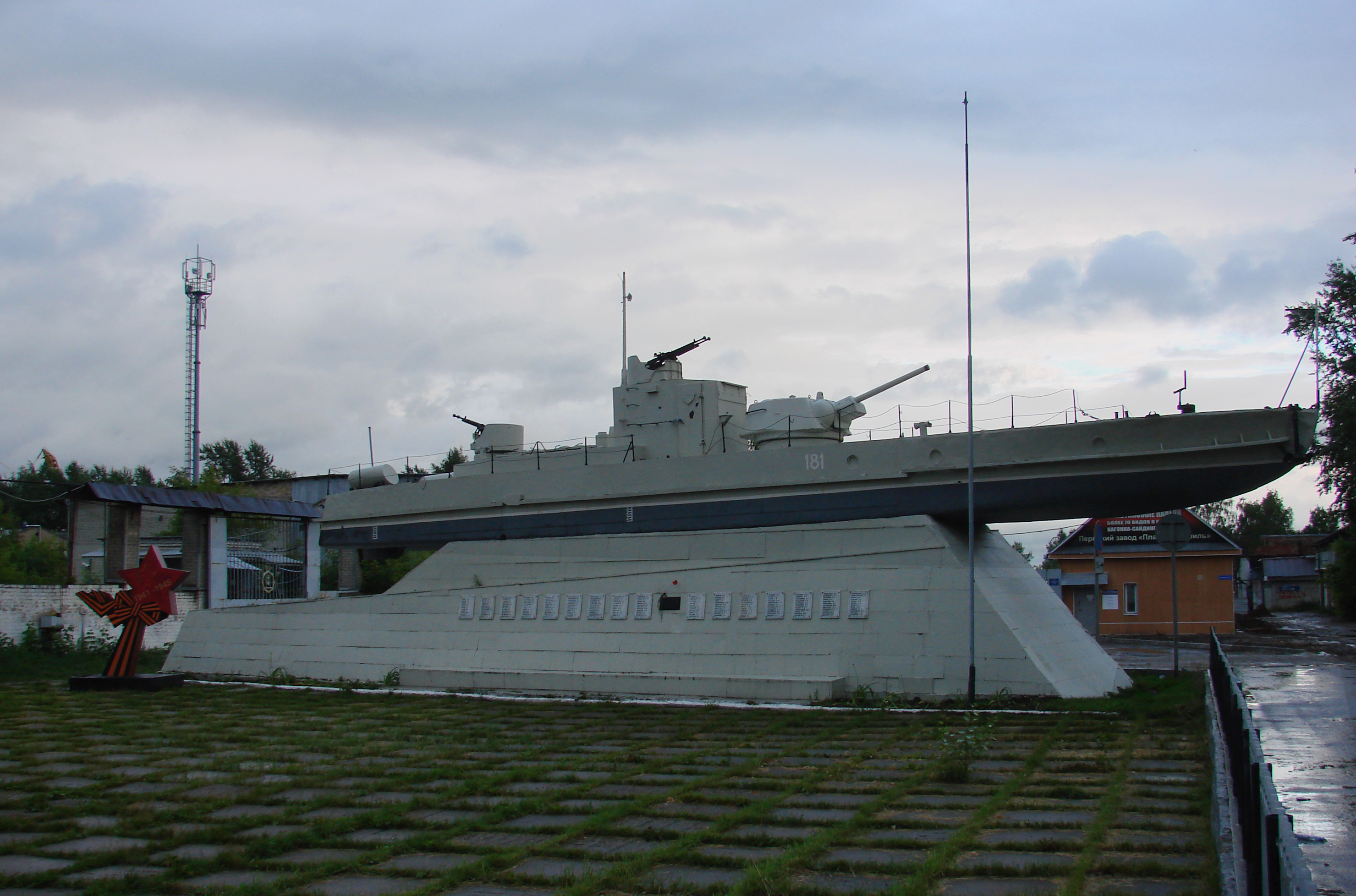
Бронекатер проекта 1125 № 454 в Перми
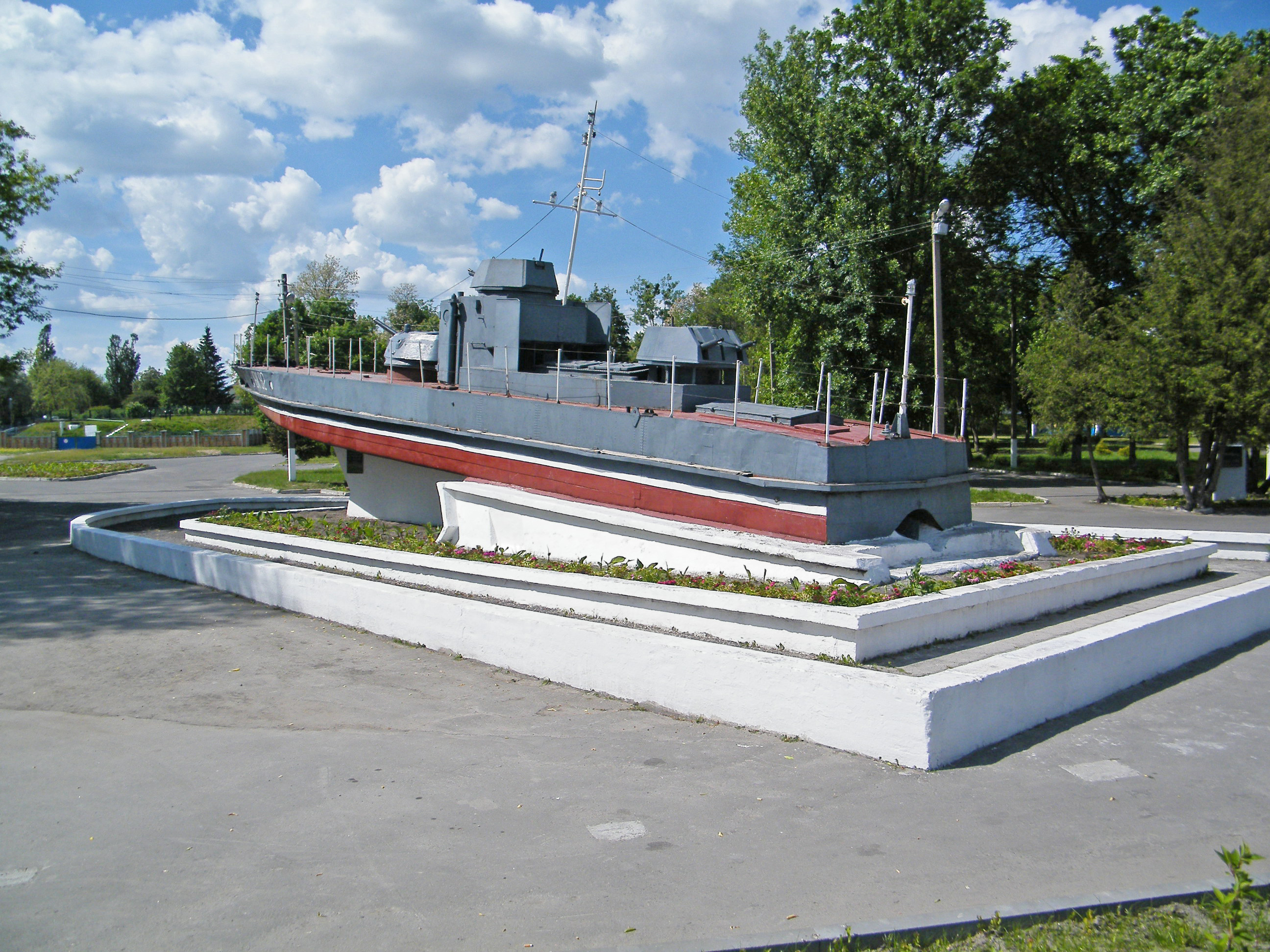
Бронекатер проекта 1125 № 92 в Пинске
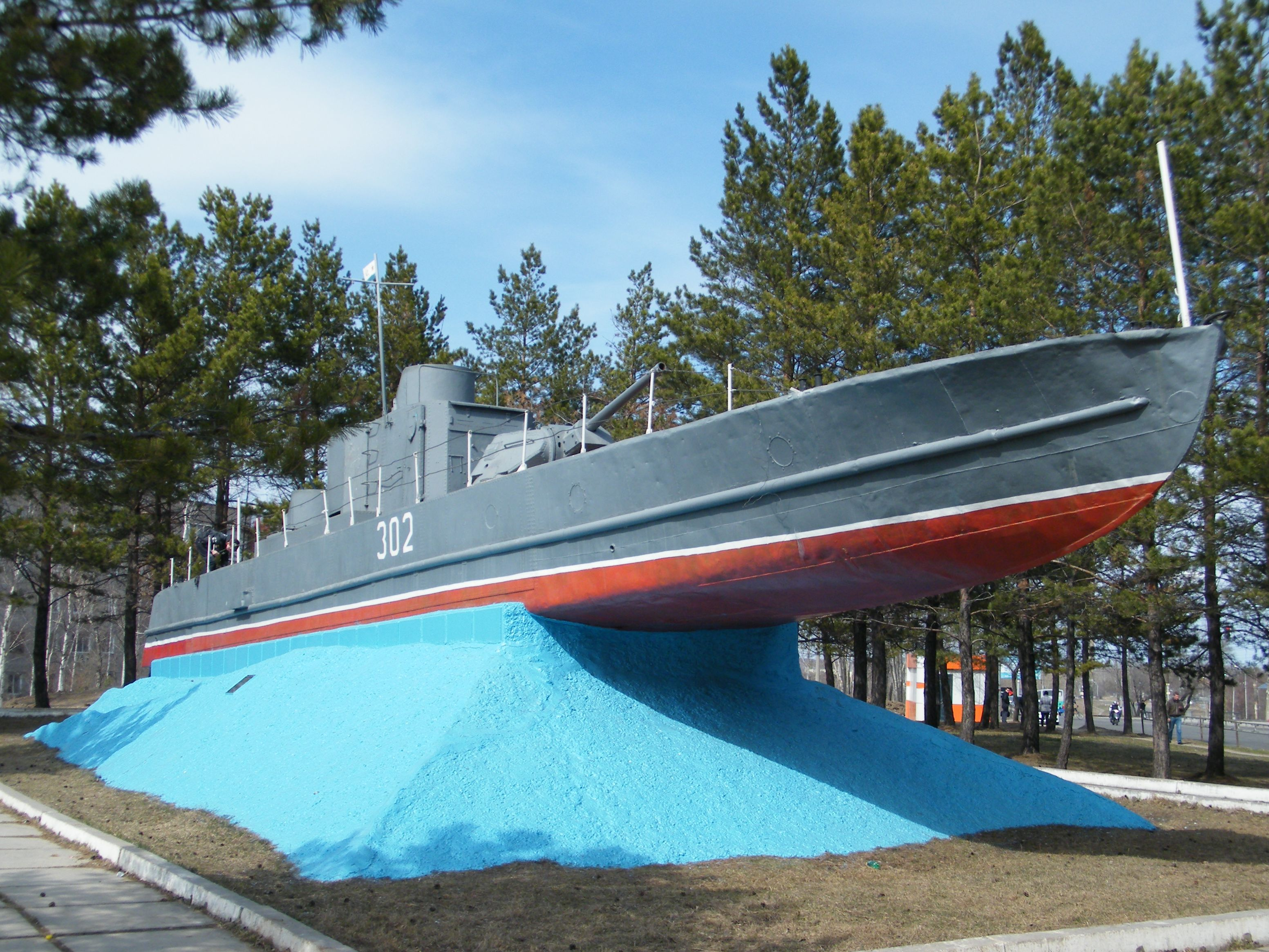
Бронекатер проекта 1125 № 302 в Хабаровске
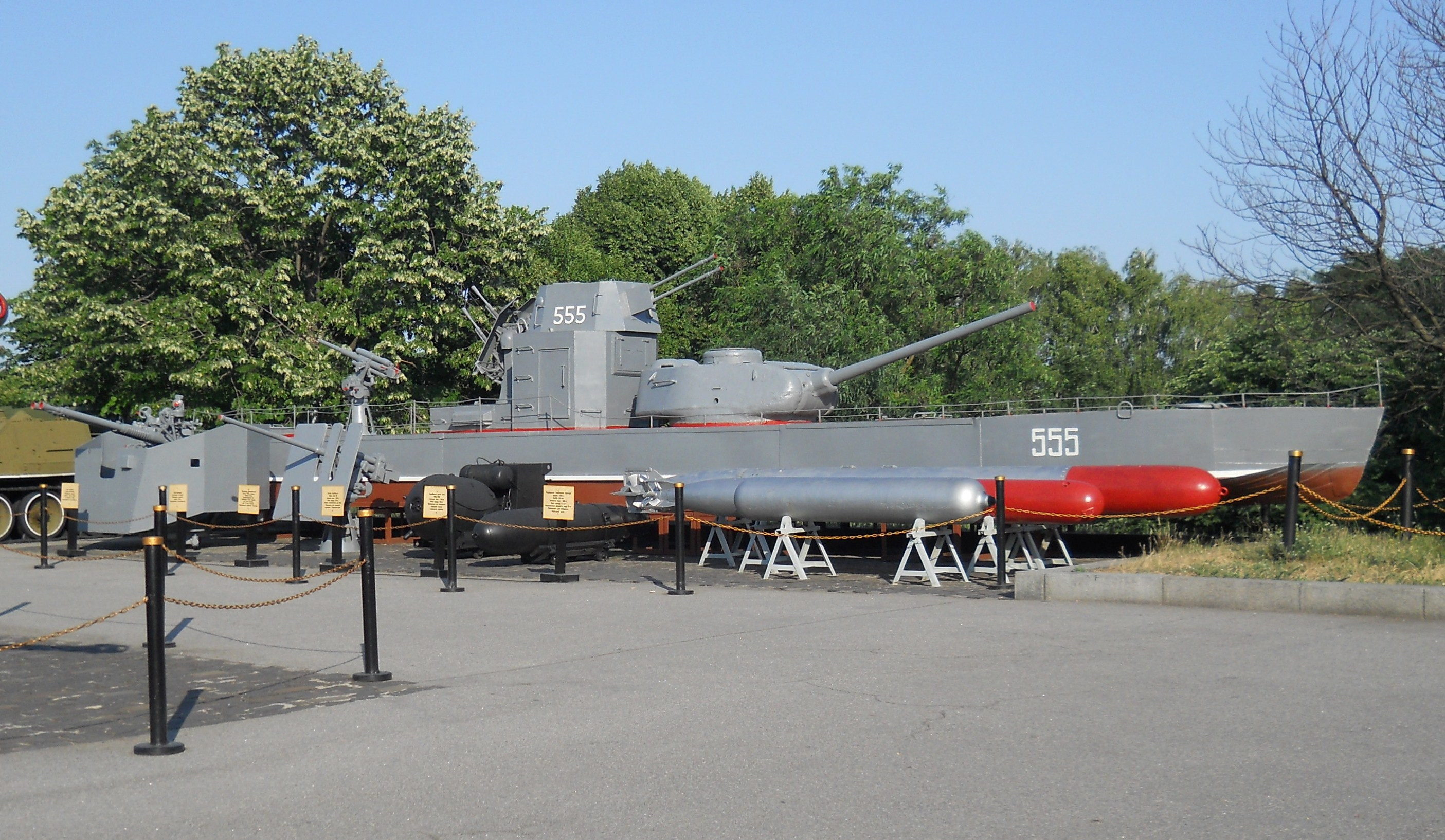
Макет бронекатера проекта 1125 в Киеве